# Bowmore (distillerie)
Bowmore est une distillerie de whisky située dans le village de Bowmore sur l’île d'Islay sur la côte occidentale de l’Écosse. Placée au centre de l’île célèbre pour sa production de whisky, la distillerie Bowmore se trouve sur la rive orientale du Loch Indaal, une grande baie de la côte ouest d’Islay. Son principal chai se trouve même au-dessous du niveau de la mer.
Créée en 1779 par John Simpson, c’est la plus ancienne distillerie officielle de l’île. En 1963, elle passe entre les mains de l’entreprise Morrison Bowmore Distillers Ltd, elle-même rachetée en 1994 par la compagnie japonaise Suntory.
Bowmore est connue pour produire une très grande variété de whiskies de différents âges et maturations. Son single malt n’est pas aussi tourbé que ses grands voisins du sud (Lagavulin, Ardbeg, Caol Ila ou Laphroaig ), mais est plus puissant que ses voisins du nord Bruichladdich, Bunnahabhain.

## Embouteillage officiel
- Bowmore Legend 40 % sans indication d'âge
- Bowmore 9 ans 40 %
- Bowmore 12 ans 40 %
- Bowmore Mariner 15 ans 43 %
- Bowmore Darkest 15 ans 43 %. Élevé dans des fûts de bourbon et fini en Sherry.
- Bowmore 17 ans 43 %
- Bowmore 18 ans 43 %
- Bowmore 25 ans 43 %
- Bowmore Claret Finish 50 %
- Bowmore Port Finish 51,5 %
- Bowmore Sherry Finish 43 %
- Bowmore cask Strength 56 %
- Bowmore 10 ans Tempest 56 %

## Embouteilleurs indépendants
Signatory Vintage 
- Bowmore 1970 rare reserve 56,6 %
- Bowmore 1980 Prestonfield 46 %
- Bowmore 1982 Cask Strength Collection 56,7 %
- Bowmore 1988 The Un-Chillfiltered Collestion 46 %